# Ainsliaea yadsimae
Ainsliaea yadsimae là một loài thực vật có hoa trong họ Cúc. Loài này được Koidzumi mô tả khoa học đầu tiên năm 1914.